# Bitstream Cyberbit
Bitstream Cyberbit to komercyjne fonty opracowane przez Bitstream Inc., pokrywające jako pierwsze znaczny zakres Unikodu. Są one darmowe do użytku niekomercyjnego.

## Historia
Fonty Bitstream Cyberbit zostały opracowane przez Bitstream dla Unicode Consortium. Były to pierwsze fonty pokrywające znaczny zakres Unikodu (32910 znaków złożonych z 29934 glifów).

## Wersje
Bitstream nie oferuje już fontów Bitstream Cyberbit ani jako produkt komercyjny, ani jako darmowe do pobrania do zastosowań niekomercyjnych. Dostępne są one do pobrania z serwera Netscape.
Na bazie Bitstream Cyberbit powstały fonty TITUS Cyberbit.